# Cormobates leucophaea
Cormobates leucophaea là một loài chim trong họ Climacteridae.

## Hình ảnh

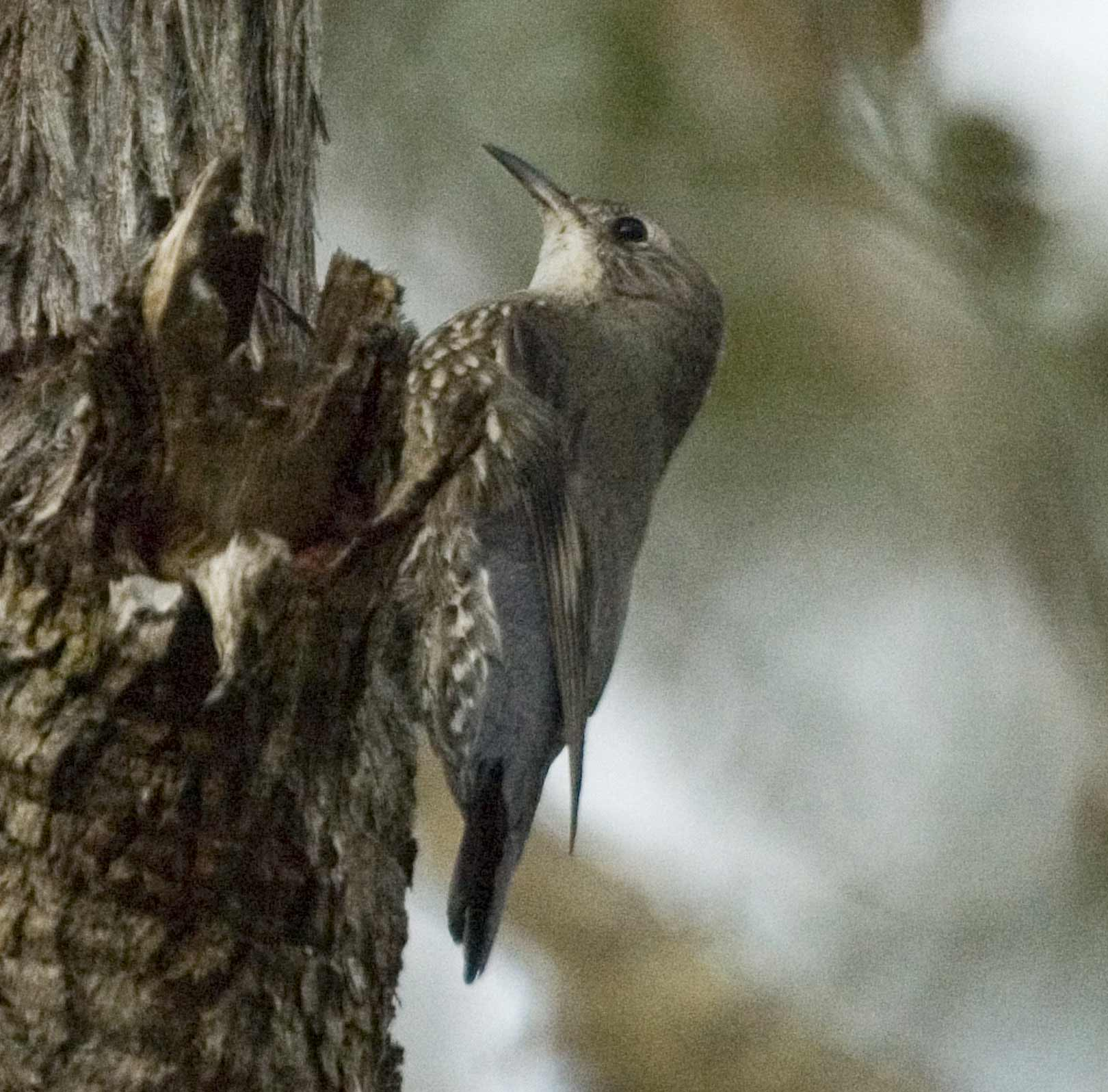
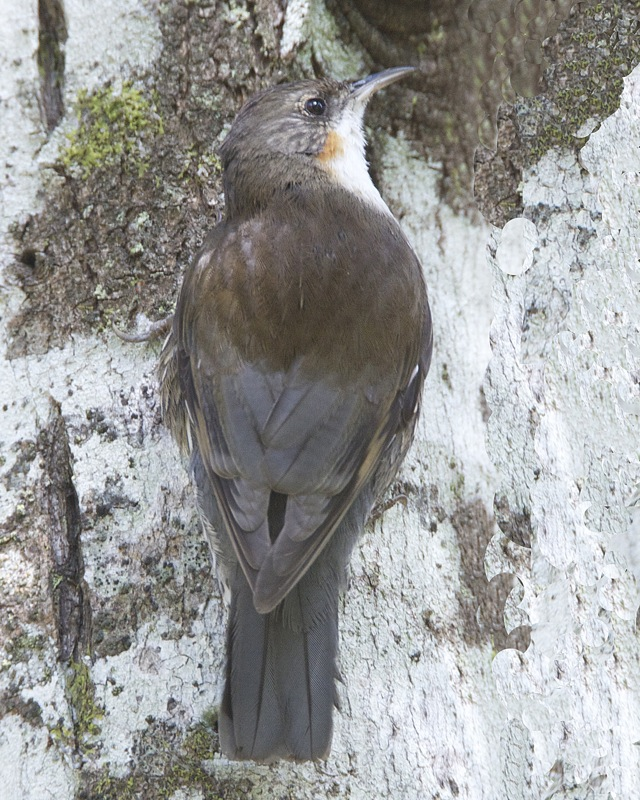
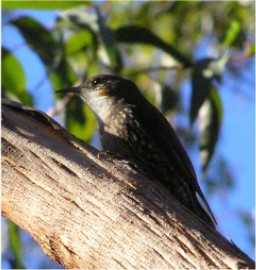
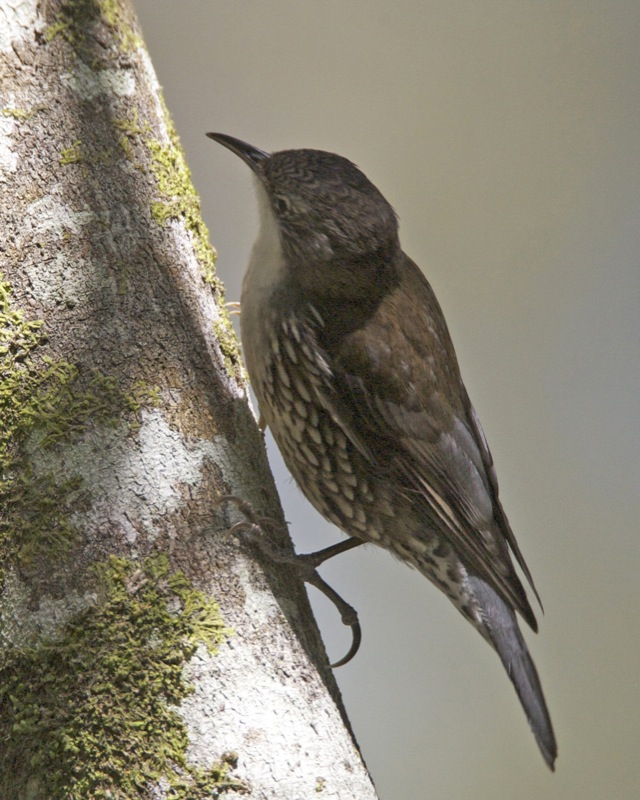